# Combretum mkuzense
Combretum mkuzense är en tvåhjärtbladig växtart som beskrevs av J.D. Carr och E. Retief. Combretum mkuzense ingår i släktet Combretum och familjen Combretaceae. Inga underarter finns listade i Catalogue of Life.

## Bildgalleri

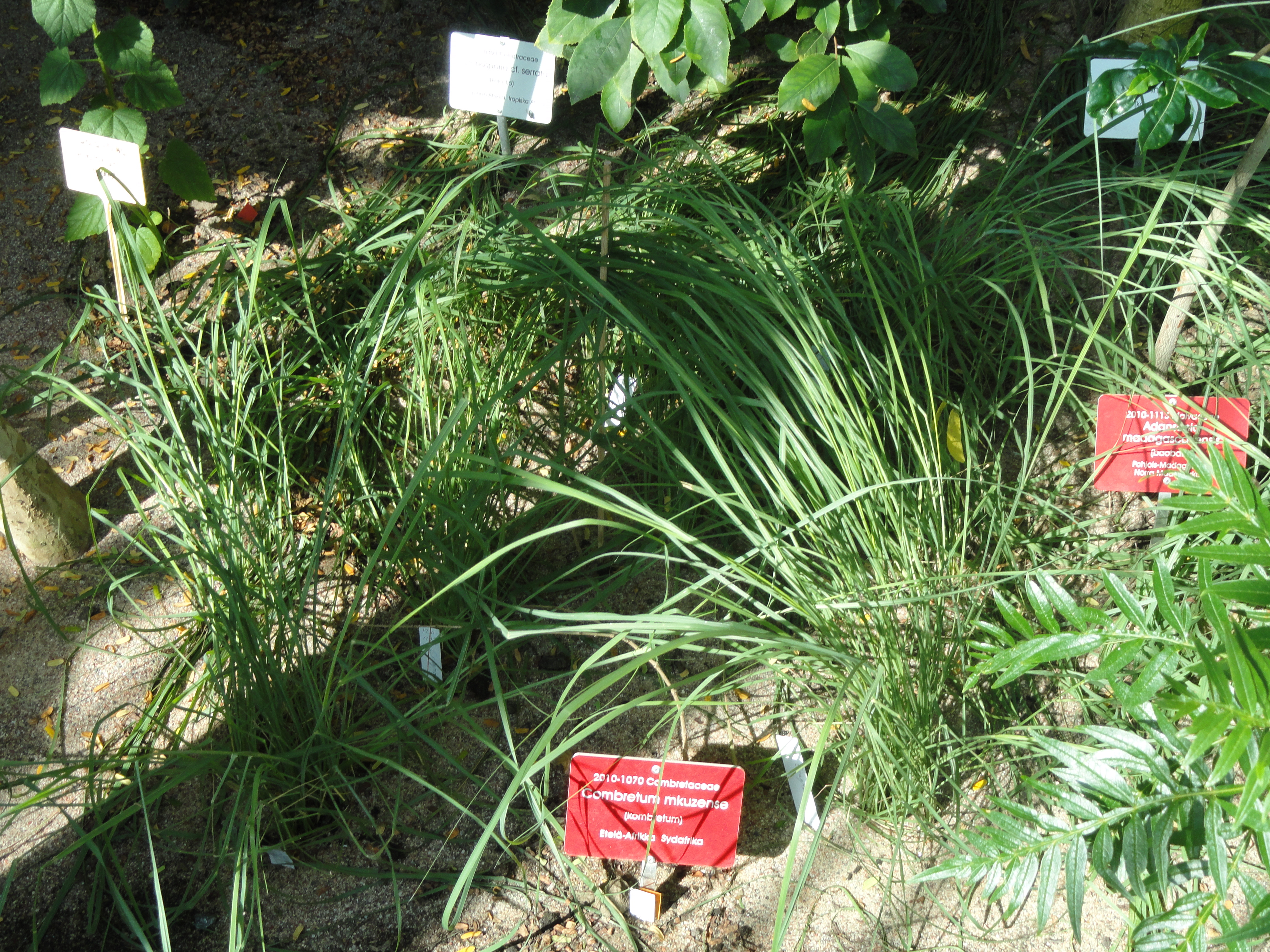